# Barrel of a Gun
«Barrel of a Gun» (en español, Barril de una pistola) es el trigésimo primer disco sencillo del grupo inglés de música electrónica Depeche Mode, el primero de su álbum Ultra, publicado el 3 de febrero de 1997 en el Reino Unido, aunque desde el 28 de enero en los Estados Unidos.
"Barrel of a Gun" es una canción compuesta por Martin Gore y era un tema del cual en su momento se esperaba muy poco, pues tras la salida de Alan Wilder de la banda muchos analistas consideraban que el futuro de Depeche Mode quedaba en suspenso, sin embargo, la canción llenó las más escépticas expectativas, abrió la puerta al discreto impacto del álbum Ultra e inauguró el nuevo sonido de Depeche Mode.
Como lado B aparece el tema instrumental de más de siete minutos de duración llamado "Painkiller", que reflejaba también parte de la nueva tendencia de la banda, del cual adicionalmente se incluyó una versión condensada de dos minutos oculta en el álbum Ultra bajo el título "Junior Painkiller".

## Historia
"Barrel of a Gun" se produjo después de algunos momentos difíciles para la banda y sus miembros. El músico Alan Wilder dejó la banda en 1995 y el cantante David Gahan estuvo a punto de morir mientras estaba en la agonía de la adicción a las drogas. Martin Gore tuvo una serie de convulsiones y Andrew Fletcher había tenido algunos problemas emocionales. A mediados de 1996, Gore trató de encontrar a Gahan y a Fletcher habiendo escrito algunas canciones esperando estuvieran interesados en continuar. Funcionó, y la banda volvió a unirse, excepto que de nuevo como un trío por primera vez desde el álbum A Broken Frame de 1982.
"Barrel of a Gun" tiene algo de sonido de la música industrial, y es posiblemente la canción más oscura de DM. Gore no estaba seguro si sería un éxito en la radio, por lo que se mostró reacio a recomendar esta canción como el primer sencillo, pero cuando lo hizo resultó que a sus compañeros, a Daniel Miller y al productor Tim Simenon les gustó. Alcanzó el puesto 4 en las listas del Reino Unido en 1997, que en su momento fue su más alta posición en la lista tras "People Are People" de 1984.

## Descripción
Como en sus dos anteriores álbumes, DM abría la promoción del disco con un tema por completo diferente a todos los demás anteriores, pero Barrel of a Gun se distinguió no por su melancolía o sentido alegórico, al contrario se reveló como un tema directo, pero sobre todo muchísimo muy crudo.
Presentado con una musicalización recargada de camas de sonido, intencionalmente sucio, lleno de distorsiones y efectos secos pero paradójicamente sintetizado, el tema fue meramente alternativo. Cuando la crítica y aun el público esperaban otra pieza electroacústica, los teclados eléctricos adquirían un renovado protagonismo enriquecido con los elementos orgánicos e incorporaban tendencias novedosas de su género como el trip hop. Así Barrel of a Gun era una función alternativa pero esencialmente retrospectiva para DM, con un sonido mucho menos complaciente pero más lúgubre y punzante.
La letra reseña todos los problemas en los cuales se hundió el cantante David Gahan por su adicción a las drogas, llevándose de paso la estabilidad del grupo consigo, y cayendo a estados de estupor tal que incluso le orillaron al suicidio, repitiendo en su cruento estribillo “Lo que sea que haga, estaré bajo el cañón de un arma”. Como curiosidad, igual que en épocas pasadas Martin Gore solo se dedicó a decir que la letra era una metáfora sobre los problemas internos del grupo, aunque claramente fuera una letra tan biográfica para el vocalista. Por otro lado, algunos también han encontrado parte del sonido más industrial del grupo en el tema, como siempre la interpretación, su valoración y clasificación es muy abierta y ambigua.
Con la canción llegaba también de algún modo un nuevo sonido, algo más tétrico o quizás solo un poco más adulto, contra las líricas cadenciosas y provocativas de canciones anteriores de DM, no buscando satisfacer a nadie, siendo fieles a la música electrónica tras del experimentalismo de un éxito y sin añorar al miembro que pudo haber mejorado todo un álbum, solo clamando las dificultades que debieron pasar para de nuevo llegar a publicar discos.

## Formatos

### En CD
| Mute CD Bong25 Barrel of a Gun |                                         |          |  |
| N.º                            | Título                                  | Duración |  |
| 1.                             | «Barrel of a Gun»                       | 5:31     |  |
| 2.                             | «Painkiller»                            | 7:29     |  |
| 3.                             | «Barrel of a Gun» (Underworld Soft Mix) | 6:29     |  |
| 4.                             | «Barrel of a Gun» (One Inch Punch Mix)  | 5:26     |  |

| Mute LCD Bong25 Barrel of a Gun 2 |                                         |          |  |
| N.º                               | Título                                  | Duración |  |
| 1.                                | «Barrel of a Gun» (Underworld Hard Mix) | 9:36     |  |
| 2.                                | «Barrel of a Gun» (United Mix)          | 6:35     |  |
| 3.                                | «Painkiller» (Plastikman Mix)           | 8:39     |  |

| Mute RCD Bong25 Barrel of a Gun |                                        |          |  |
| N.º                             | Título                                 | Duración |  |
| 1.                              | «Barrel of a Gun» (versión para radio) | 3:59     |  |
| 2.                              | «Barrel of a Gun» (versión sencillo)   | 5:29     |  |

Promocional para radio
| CD Reprise 2-17409 Barrel of a Gun |                                |          |  |
| N.º                                | Título                         | Duración |  |
| 1.                                 | «Barrel of a Gun»              | 5:30     |  |
| 2.                                 | «Barrel of a Gun» (United Mix) | 6:34     |  |
| 3.                                 | «Painkiller» (Original Mix)    | 7:28     |  |

| CD Reprise 9 43828-2 Barrel of a Gun |                                         |          |  |
| N.º                                  | Título                                  | Duración |  |
| 1.                                   | «Barrel of a Gun» (versión sencillo)    | 5:29     |  |
| 2.                                   | «Painkiller» (Plastikman Mix)           | 8:39     |  |
| 3.                                   | «Barrel of a Gun» (Underworld Soft Mix) | 6:27     |  |
| 4.                                   | «Barrel of a Gun» (One Inch Punch Mix)  | 5:23     |  |
| 5.                                   | «Barrel of a Gun» (Underworld Hard Mix) | 9:36     |  |

CD 2004
Realizado para la colección The Singles Boxes 1-6 de ese año.
| Mute CD Bong25X Barrel of a Gun |                                                    |          |  |
| N.º                             | Título                                             | Duración |  |
| 1.                              | «Barrel of a Gun»                                  | 5:32     |  |
| 2.                              | «Painkiller»                                       | 7:29     |  |
| 3.                              | «Barrel of a Gun» (Underworld Soft Mix)            | 6:29     |  |
| 4.                              | «Barrel of a Gun» (One Inch Punch Mix)             | 5:27     |  |
| 5.                              | «Barrel of a Gun» (Underworld Hard Mix)            | 9:38     |  |
| 6.                              | «Barrel of a Gun» (United Mix)                     | 6:36     |  |
| 7.                              | «Painkiller» (Plastikman Mix)                      | 8:40     |  |
| 8.                              | «Barrel of a Gun» (3 Phase Mix)                    | 5:25     |  |
| 9.                              | «Barrel of a Gun» (One Inch Punch Mix [versión 2]) | 5:29     |  |

### En disco de vinilo
En este caso, la única edición regular en 7 pulgadas fue solo para los Estados Unidos.
7 pulgadas Reprise 17409  Barrel of a Gun
| Lado A |                   |          |  |
| N.º    | Título            | Duración |  |
| 1.     | «Barrel of a Gun» | 5:30     |  |

| Lado B |                             |          |  |
| N.º    | Título                      | Duración |  |
| 1.     | «Painkiller» (Original Mix) | 7:28     |  |

12 pulgadas Mute 12Bong25  Barrel of a Gun
| Lado A |                                         |          |  |
| N.º    | Título                                  | Duración |  |
| 1.     | «Barrel of a Gun»                       | 5:31     |  |
| 2.     | «Barrel of a Gun» (Underworld Hard Mix) | 9:36     |  |

| Lado B |                                                    |          |  |
| N.º    | Título                                             | Duración |  |
| 1.     | «Barrel of a Gun» (3 Phase Mix)                    | 5:25     |  |
| 2.     | «Barrel of a Gun» (One Inch Punch Mix [versión 2]) | 5:29     |  |
| 3.     | «Barrel of a Gun» (Underworld Soft Mix)            | 6:29     |  |

12 pulgadas Mute L12Bong25  Barrel of a Gun
| Lado A |                               |          |  |
| N.º    | Título                        | Duración |  |
| 1.     | «Painkiller» (Plastikman Mix) | 8:39     |  |
| 2.     | «Painkiller»                  | 7:29     |  |

| Lado B |                                        |          |  |
| N.º    | Título                                 | Duración |  |
| 1.     | «Barrel of a Gun» (One Inch Punch Mix) | 5:25     |  |
| 2.     | «Barrel of a Gun» (United Mix)         | 6:36     |  |

12 pulgadas Mute P12Bong25  Barrel of a Gun
| Lado A |                                         |          |  |
| N.º    | Título                                  | Duración |  |
| 1.     | «Barrel of a Gun» (Underworld Hard Mix) | 9:36     |  |
| 2.     | «Painkiller» (Plastikman Mix)           | 8:39     |  |

| Lado B |                                                  |          |  |
| N.º    | Título                                           | Duración |  |
| 1.     | «Painkiller» (Original Mix)                      | 7:20     |  |
| 2.     | «Barrel of a Gun» (Underworld Hard Instrumental) | 9:11     |  |

Promocional
12 pulgadas Mute PL12Bong25  Barrel of a Gun
| Lado A |                                                    |          |  |
| N.º    | Título                                             | Duración |  |
| 1.     | «Barrel of a Gun» (One Inch Punch Mix [versión 2]) | 5:28     |  |
| 2.     | «Painkiller» (Original Mix)                        | 7:28     |  |

| Lado B |                                  |          |  |
| N.º    | Título                           | Duración |  |
| 1.     | «Barrel of a Gun» (3 Phase Mix)  | 5:23     |  |
| 2.     | «Barrel of a Gun» (Original Mix) | 5:29     |  |

## Vídeo promocional
"Barrel of a Gun" fue dirigido por Anton Corbijn. El vídeo fue realizado en Marruecos en la búsqueda de Corbijn de un escenario antiguo y desgastado por el tiempo, como ya lo era DM para ese momento, y con él se presentó también una especie de nuevo concepto visual para la banda.
David Gahan seguía siendo el eterno protagonista de las líricas de DM, como él mismo lo declaró alguna vez, mientras Martin Gore y Andrew Fletcher en lugar de hacer papeles secundarios se convertían más bien en representaciones del estado de ánimo y mental del cantante, y por momentos casi en salvadores en otra referencia directa a sus problemas internos como grupo de música.
El vídeo muestra a Gahan, aún en deteriorado estado físico, a color aunque en tonos psicodélicos, sobre una cama retorciéndose como un verdadero drogadicto solo por cuestiones mentales, para después pasar a tonos más apagados ante una mesa y seguir con el típico blanco y negro del director en el cual aparecen Gore y Fletcher con el vocalista quien escenifica el estado de persecución al que llevan las drogas.
El vídeo se incluye en la colección The Videos 86>98 de 1998, en The Best of Depeche Mode Volume 1 de 2006 y en Video Singles Collection de 2016.

## En directo
El tema estuvo presente durante la gira The Singles Tour, la cual extraoficialmente fue la que correspondió al álbum Ultra, y del mismo modo fue de los cinco temas en las dos Ultra Parties de 1997. Adicionalmente el instrumental "Painkiller" se utilizó durante toda la gira como intro para los conciertos.
En 2013, "Barrel of a Gun" se reincorporó en conciertos de la gira Delta Machine Tour como tema rotativo, posteriormente apareció en principio en todas las fechas del Global Spirit Tour, hasta que para la última parte, los festivales en Europa, salió de la lista de interpretaciones.

## Posicionamiento
| Listas (1997)                    | Mejor posición |
| -------------------------------- | -------------- |
| Listas de sencillos australianos | 33             |
| Lista de sencillos austriacos    | 15             |
| Lista de sencillos finlandesa    | 3              |
| Lista de sencillos francesa      | 22             |
| Lista de sencillos alemana       | 3              |
| Lista de sencillos italiana      | 2              |
| Lista de sencillos sueca         | 1              |
| Lista de sencillos española      | 1              |
| UK Singles Chart                 | 4              |
| US Billboard Hot 100             | 47             |
| US Billboard Modern Rock Tracks  | 11             |